# 11243 de Graauw
11243 de Graauw eller 2157 T-1 är en asteroid i huvudbältet som upptäcktes den 25 mars 1971 av den nederländsk-amerikanske astronomen Tom Gehrels och det nederländska astronomparet Ingrid van Houten-Groeneveld och Cornelis Johannes van Houten vid Palomarobservatoriet. Den är uppkallad efter astronomen Matthijs W. M. de Graauw.
Asteroiden har en diameter på ungefär 5 kilometer.